# Андижан
Андижа́н (узб. Андижон, Andijon) — місто обласного підпорядкування в Узбекистані, центр Андижанської області.
Населення 303,0 тис. мешканців (1993).
40°47′ пн. ш. 72°21′ сх. д. / 40.783° пн. ш. 72.350° сх. д.

## Економіка
Місто розташоване в південно-східній частині Ферганської долини, на річці Андижан-Сай. Машинобудівна, легка (бавовноочисна, бавовняна, взуттєва, трикотажна, швейна), харчова промисловість; гідролізний завод. 4 виші, 2 театри.

## Транспорт
Вузол залізничних і автомобільних шляхів (залізниці й автошляхи на Ташкент, Наманган, Ош, Джалал-Абад і Коканкишлак). У місті діють залізничні станції Андижан-1 (регулярні рейси до Ташкенту, Бухари, Ургенча та Москви) а також залізнична станція Андижан-2. Також у місті є аеропорт (регулярні рейси до Ташкенту, Санкт-Петербургу та Москви).

## Клімат, сейсмологічна ситуація
Нестабільна сейсмологічна ситуація, частими є невеликі землетруси.
| Клімат Андижан                             | Клімат Андижан | Клімат Андижан | Клімат Андижан | Клімат Андижан | Клімат Андижан | Клімат Андижан | Клімат Андижан | Клімат Андижан | Клімат Андижан | Клімат Андижан | Клімат Андижан | Клімат Андижан | Клімат Андижан |
| Показник                                   | Січ.           | Лют.           | Бер.           | Квіт.          | Трав.          | Черв.          | Лип.           | Серп.          | Вер.           | Жовт.          | Лист.          | Груд.          |                |
| Середній максимум, °C                      | 3,2            | 6,3            | 14,6           | 23,2           | 28,7           | 33,8           | 34,7           | 32,6           | 28,5           | 21,3           | 13,0           | 5,6            |                |
| Середня температура, °C                    | −1,9           | 0,9            | 8,4            | 16,4           | 21,7           | 26,2           | 27,2           | 24,7           | 19,6           | 12,8           | 6,0            | 0,7            |                |
| Середній мінімум, °C                       | −5,8           | −3,3           | 3,3            | 10,2           | 14,8           | 18,3           | 19,5           | 17,1           | 11,9           | 6,3            | 0,9            | −2,8           |                |
| Середня кількість сонячних годин на місяць | 87,7           | 100,6          | 151,7          | 206,3          | 277,2          | 334,3          | 357,7          | 339,3          | 289,7          | 216,6          | 139,6          | 77,4           |                |
| Норма опадів, мм                           | 26             | 33             | 37             | 28             | 21             | 8              | 6              | 2              | 4              | 26             | 22             | 25             |                |
| Вологість повітря, %                       | 84             | 81             | 72             | 62             | 54             | 46             | 50             | 57             | 60             | 68             | 77             | 86             |                |
| ------------------------------------------ | -------------- | -------------- | -------------- | -------------- | -------------- | -------------- | -------------- | -------------- | -------------- | -------------- | -------------- | -------------- | -------------- |

## Історія
Точної інформації про заснування міста нема, однак він вважається одним з найдревніших у Ферганській долині. Поселення на місці Андижану існували вже в VI—IV столітті до н. е., через ці місця проходив легендарний «Шовковий шлях».
Власне Андижан заснований у IX столітті під назвою Андукан, у 15 столітті назва трансформуваась в Андуган, який вже тоді був центром ханства. На той час він пережив монголо-татарське нашестя, деякі дослідники вважають, що Андижан заснували у 13 столітті монгольські хани, місто було багатонаціональним.
У IX—X ст. Андижан входив до складу держави Саманідів. У XIV ст., у період правління Тимура відбувся бурхливий розвиток економіки, науки та культури у місті.
У XVI ст. Андижан завоювали Шейбаніди, пізніше він став частиною Кокандського ханства.
Із 1876 року у складі Російської імперії. Андижан та околиці у 1898 році охопило національне повстання. Цього ж року, після падіння Кокандського ханства Андижан став повітовим містом Російської імперії.
30 серпня 1902 року місто сильно постраждало від Андижанського землетрусу, яке знищило майже всі старовинні будинки.
12 — 13 травня 2005 року в Андижані відбулись акції протесту, що були розцінені владою як заворушення і придушені зброєю. Внаслідок цього в них загинуло понад сто осіб. Із протестом проти цього виступило Європейське співтовариство, у тому числі Україна.

## Пам'ятки
- Головний архітектурний об'єкт — комплекс Джамі, що включає мечеть, медресе, будинок-музей Бабура, пам'ятник «Ахмадбекхлджі». Єдиний архітектурний об'єкт, який вцілів після землетрусу 1902 р., площа 1,5 га
- Андижанський краєзнавчий музей, колекція нараховує 66 тисяч експонатів
- Будинок-музей Бабура
- Парк імені Бабура

## Визначні особи
В Андижані народився Бабур (1483) — нащадок Тамерлана, поет, правитель та засновник Імперії Великих Моголів в Індії.

### Уродженці
- Юсупова Мамлакат Саідахмадовна (* 1948) — Народний вчитель Узбекистану, Заслужений працівник народної освіти республіки Узбекистан.
- Акімова Ельвіра Шевкіївна (* 1970) — український кримськотатарський політик та педагог.
- Мухаммад Юсуф Мухаммад Садик (1952—2015) — радянський та узбецький релігійний діяч і богослов.